# Nikita (Ananěv)
Nikita (světským jménem: Oleg Vladimirovič Ananěv; * 14. listopadu 1969 Dědcevo) je ruský duchovní Ruské pravoslavné církve a metropolita krasnojarský a ačinský.

## Život
Narodil se 14. listopadu 1969 ve vesnici Dědcevo.
Roku 1985 dokončil střední školu č. 2 v Obninsku. Poté nastoupil na agronomické oddělení Dětčinské zemědělské technické školy.
V srpnu 1989 byl přijat na Moskevský duchovní seminář.
Dne 9. dubna 1992 byl postřižen na monacha a přijal mnišské jméno Nikita na počest svatého Nikity.
Dne 20. května 1992 byl rukopoložen na hierodiakona. Stejného roku dokončil seminář a nastoupil na Moskevskou duchovní akademii, kterou dokončil roku 1996.
Dne 19. srpna 1992 byl rukopoložen na jeromonacha.
Dne 30. června 1996 se stal inspektorem Kalužského duchovního učiliště a duchovního chrámu svatého Jiří v Kaluze.
Od října 1996 byl inspektorem Kalužského duchovního semináře.
Dne 18. ledna 1998 byl povýšen na igumena.
V červenci 1998 se stal prorektorem pedagogické činnosti semináře.
Dne 2. února 2002 byl osvobozen od funkce duchovního chrámu svatého Jiří a jmenován duchovním chrámu Svaté Trojice v Kaluze.
Od října 2002 do února 2005 byl představeným chrámu Narození Krista v Obninsku a blagočinný druhého okruhu eparchie.
Na Velikonoce roku 2004 byl povýšen na archimandritu.
Dne 16. března 2012 jej Svatý synod zvolil biskupem ljudinovským a vikářem kalužské eparchie.
Dne 23. dubna 2012 byl oficiálně jmenován biskupem a 27. května proběhla v chrámu Obnovení chrámu Vzkříšení v Moskvě jeho biskupská chirotonie. Světiteli byli patriarcha moskevský Kirill, metropolita krutický a kolomenský Juvenalij (Pojarkov), metropolita kalužský a borovský Kliment (Kapalin), arcibiskup istrijský Arsenij (Jepifanov) a biskup solněčnogorský Sergij (Čašin).
Dne 2. října 2013 byl jmenován biskupem kozelským a ljudinovským.
Dne 11. března 2020 byl potvrzen ve funkci archimandrity pustyně Spasitele rukou nestvořeného v Klykovu. Od 20. března 2025 jej Svatý synod určil pro úřad metropolity krasnojarského a ačinského.